# Хвасон-15

Траєкторії ракет Хвасон-14 і Хвасон-15

Хвасон-15 (хангиль《화성-15》, ханча 火星 15型, латиніз. Hwasong-15 — північно-корейська міжконтинентальна балістична ракета. Це перша з розроблених Північною Кореєю балістичних ракет, що теоретично здатна досягти всієї материкової частини США.

## Випробування

### Листопад 2017
Перший запуск здійснено 28 листопада 2017 року близько 3 години ночі за місцевим часом. Це був перший запуск після десятитижневої перерви. Відразу після запуску багато аналітиків припустили, що був запущений Хвасон-14; однак згодом уряд Північної Кореї оприлюднив відео запуску, на якому видно, що зовсім інша ракета. Північна Корея стверджує, що за 53 хвилини польоту ракета досягла висоти близько 4475 км і подолала відстань 950 км.
Виходячи з траєкторії польоту ракети й відстані, яку вона подолала, її потенційна дальність може становити понад 13 000 км. Цього більш ніж достатньо, щоб досягти Вашингтона та решти території Сполучених Штатів, хоча, за даними «Спілки стурбованих науковців», для цього знадобиться зменшити корисне навантаження.
Кілька важливих союзників США, включаючи Сполучене Королівство, Францію та Австралію, також знаходяться в межах теоретичного радіусу дії ракети, який охоплює більшу частину суші, за винятком Південної Америки, Карибського басейну та більшої частини Антарктиди.
Різниця у щільностях різних матеріалів корпусу та вибухових механізмів (наприклад, звичайні вибухові речовини на металевій основі, як правило, у кілька разів важчі за відповідний об'єм органічної вибухової речовини) робить точну оцінку корисного навантаження боєголовки на основі лише зображень дуже складною, якщо не неможливою. Ґрунтуючись на обмеженій доступній інформації, «Спілка стурбованих науковців» дійшла висновку, що оснащення такої ракети стандартним корисним навантаженням, швидше за все, зменшить її загальну дальність
Згідно із заявою міністра оборони Японії Онодера Іцунорі, ракета не змогла успішно увійти в атмосферу Землі, розлетівшись на частини та впала у води у межах виключної економічної зони Японії. Втім, пізніші оцінки «Спілки стурбованих науковців» підняли питання щодо того, чи не був об'єкт, описаний Онодерою, просто відокремленим першим ступенем ракети, а не її головною частиною.

### Лютий 2023
Північно-корейське центральне телебачення повідомило, що 18 лютого 2023 було проведено запуск з території Пхеньянського аеропорту за раптовим наказом голови Центральної військової комісії Трудової партії Кореї, який був виданий о 8:00 того ж дня. Випробування проводила Перша рота героїв червоного прапора, пов'язана з Головним ракетним управлінням, яка має багатий досвід запуску серед підрозділів, що експлуатують МБР.
Повідомлялося, що протягом 67 хвилин польоту ракета піднялася на максимальну висоту 5768,5 км і подолала відстань у 989 км, вразивши імітовану ціль у відкритих водах Японського моря. Північна Корея оголосила, що випробування виконане на «відмінно».

## Дизайн

### Двигун
Згідно з міжнародними аналітиками у сфері озброєнь, перший ступінь Хвасон-15 має двокамерний головний двигун і не використовує маневрових двигунів (на відміну від Хвасон-12 і Хвасон-14, які мають фіксований головну камеру та чотири однокамерних маневрових).
Випробування двигуна для другого ступеня Хвасон-15 відбулися 23 червня 2017 року.
За словами фахівця з ракет Норберта Брюгге, у ракеті використовується двигун Paektusan (백두산). Перший ступінь двоступеневої ракети використовує рідинний ракетний двигун (на основі РД-250) який складається з двох камер згоряння, що живляться спільним турбонасосом для збільшення злітної тяги. За оцінками, ця нова силова установка матиме 170-відсоткове збільшення тяги порівняно з Хвасон-14.

### Боєголовка
29 листопада 2017 року Майкл Еллеман у статті для 38 North написав, виходячи з польотних даних випробування, що при дальності польоту 13 000 км максимальне корисне навантаження ракети становитиме близько 150 кг. Він припустив, що запущена ракета була переконфігурованим Хвасон-14.
30 листопада, після публікації зображень і відео запуску, він написав наступну статтю для 38th North, в якій переглянув свої перші припущення про конструкцію ракети, висловлені виключно на основі польотних даних. Ознайомившись з зображеннями та відео, Еллеман збільшив максимальну оцінку корисного навантаження на 13 000 км зі 150 кг до 1000 кг. Також він зазначив значні відмінності в дизайні реальної Хвасон-15 від того, як він візуалізував її напередодні, зокрема значно більші розміри й подвійний двигун.
Аналітики відзначили, що головна частина має більш тупий нос, ніж попередні конструкції. Це дозволяє вмістити боєголовку більшого діаметру та зменшує навантаження й нагрівання при спуску в атмосферу, за рахунок зменшення точності. Деякі аналітики припускають, що така ракета здатна нести додаткові корисні навантаження, наприклад протиракетні хибні цілі або навіть кілька боєголовок.

### Пускова установка

Транспортер Хвасон-15.

Для транспортування Хвасон-15 використовується 9-осьова пускова установка, більша в порівнянні з 8-осьовою пусковою установкою Хвасон-14. Однак, кадри запуску вказують, що як Хвасон-14, так і Хвасон-15 були запущені зі стаціонарного стартового майданчика, а не з транспортного засобу.